# جيف بومان
جيف بومان الابن (بالإنجليزية: Jeff Bauman)‏ (1986) مؤلف أمريكي فقد ساقيه في تفجير ماراثون بوسطن عام 2013 وقد لاقت قضيته شهره واسعة وفي عام 2017 أنتج فيلم بعنوان سترونجر يوصف سيرة جيف بعدما تعرض للحادث.